# Choralschola

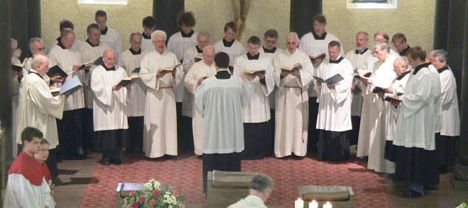
Choralschola

Eine Choralschola (lateinisch: schola cantorum „Sängerschule“) ist ein Chor, der in der Liturgie den einstimmigen gregorianischen Choral singt. Oft besteht eine Choralschola nur aus Männern oder Knaben, es gibt aber auch gemischte und nur mit Frauen besetzte Choralscholen. In der Regel wird in liturgischer Kleidung gesungen, zum Beispiel in schwarzem Talar und weißem Rochett.
Dabei wird das Ordinarium, das sind die Teile der Messe, die im gesamten Kirchenjahr immer gleich bleiben, meist im Wechsel zwischen der Choralschola und der Gemeinde gesungen. Einige Teile des Propriums, also die Teile der Messe, die sich je nach Tag des Kirchenjahres und Anlass der Messe ändern, werden üblicherweise antiphonarisch, d. h. im Wechsel zwischen einem oder mehreren Kantoren und der Schola gesungen (so Introitus mit Psalm, Graduale, Sequenz, Ruf vor dem Evangelium und Communio mit Psalm). Es ist auch möglich, dass zwei Gruppen der Schola im Wechsel singen. Andere Teile des Ordinariums werden von der gesamten Schola gesungen, wie Tractus und Offertorium.
Ursprünglich sangen Choralscholen a cappella. Seit der gregorianische Choral jedoch nicht mehr so weit verbreitet ist wie vor dem Zweiten Vatikanischen Konzil, wird zumindest das Ordinarium des Öfteren von einer Orgel begleitet, um insbesondere den Gesang der Kirchengemeinde zu unterstützen.
Mit Tropierung (Texthinzufügungen) und schlichter Zweistimmigkeit (Organum, Discantus) schmückten die Sänger der Choralschola ab dem 12. Jahrhundert ihren Gesang (cantus firmus) aus.